# Win a Date with Tad Hamilton!
Win a Date with Tad Hamilton! (titulada El chico de tu vida en España y Una cita con tu ídolo en Hispanoamérica) es una película de comedia romántica estrenada el 23 de enero de 2004. Está dirigida por Robert Luketic e interpretada por Josh Duhamel, Kate Bosworth y Topher Grace

## Sinopsis
Rosalee Futch (Kate Bosworth) trabaja en una tienda de ultramarinos de Virginia del Oeste, y sueña con algún día conocer a su ídolo del cine, Tad Hamilton (Josh Duhamel). La ocasión le llega en la forma de un concurso; el gran premio es una cita con Tad Hamilton. Rosalee gana el concurso, para disgusto de su amigo y compañero de trabajo Pete Ames (Topher Grace), que en secreto ama profunda y desesperadamente a Rosalee. El concurso "Gana una cita" es, en realidad, un truco ideado por el agente de Tad, Richard Levy (Nathan Lane) y su mánager, que también se llama Richard Levy (Sean Hayes), para lavar un poco la imagen de golfo que tiene Tad. Pero la idea se acaba volviendo contra ellos. Cuando Tad conoce a Rosalee y descubre lo que se ha estado perdiendo en el mundo real, decide que quiere repetir el plato y se muda a Virginia. El sueño hecho realidad de Rosalee se convierte en una pesadilla para Richard Levy y, sobre todo, para Pete.

## Elenco
- Kate Bosworth como Rosalee Futch.
- Josh Duhamel como Tad Hamilton.
- Topher Grace como Pete Monash.
- Ginnifer Goodwin como Cathy Feely.
- Sean Hayes como Richard Levy.
- Nathan Lane como Dr. Richard Levy.
- Gary Cole como Henry.
- Stephen Tobolowsky como George Ruddy.
- Johanna Braddy como Olivia Harden.

## Recaudación
El chico de tu vida recaudó el día de su estreno 9 millones de dólares. Se retiró de taquilla en EE. UU. con más de 17 millones recaudados. Fuera de la frontera la película consiguió 5 millones de dólares. La película se consideró un fracaso ya que recaudó 23 millones habiendo tenido un presupuesto de 24 millones sin anuncios incluidos.

## Banda sonora
La banda sonora de esta película se titula Win A Date With Tad Hamilton!: Music From The Motion Picture.

### Lista de canciones
1. "Superfabulous" - Brian Transeau feat. Rose McGowan
2. "Special" - Wilshire
3. "Some Days" - Wheat
4. "More Bounce in California" - Soul Kid #1
5. "Why Can't I?" - Liz Phair
6. "Back to You" - John Mayer
7. "Something About You" - Five for Fighting
8. "Days Go By" - Jason Wade
9. "Leading With My Heart" - Alice Peacock
10. "Blue" - The Thorns
11. "Waiting" - Kyle Riabko
12. "I Won't Go Hollywood" - Bleu
13. "Somebody" - Bonnie McKee
14. "Shining" - Kristian Leontiou
15. "Once Again" - Frankie Jordan
16. "Can't get enough of your love" - Barry White

## Lanzamiento en DVD
La película fue lanzada en DVD y VHS el 20 de abril de 2004. El DVD incluye 15 escenas inéditas y una versión revisada que hizo Tad más siniestra.